# 教堂禮賓樓

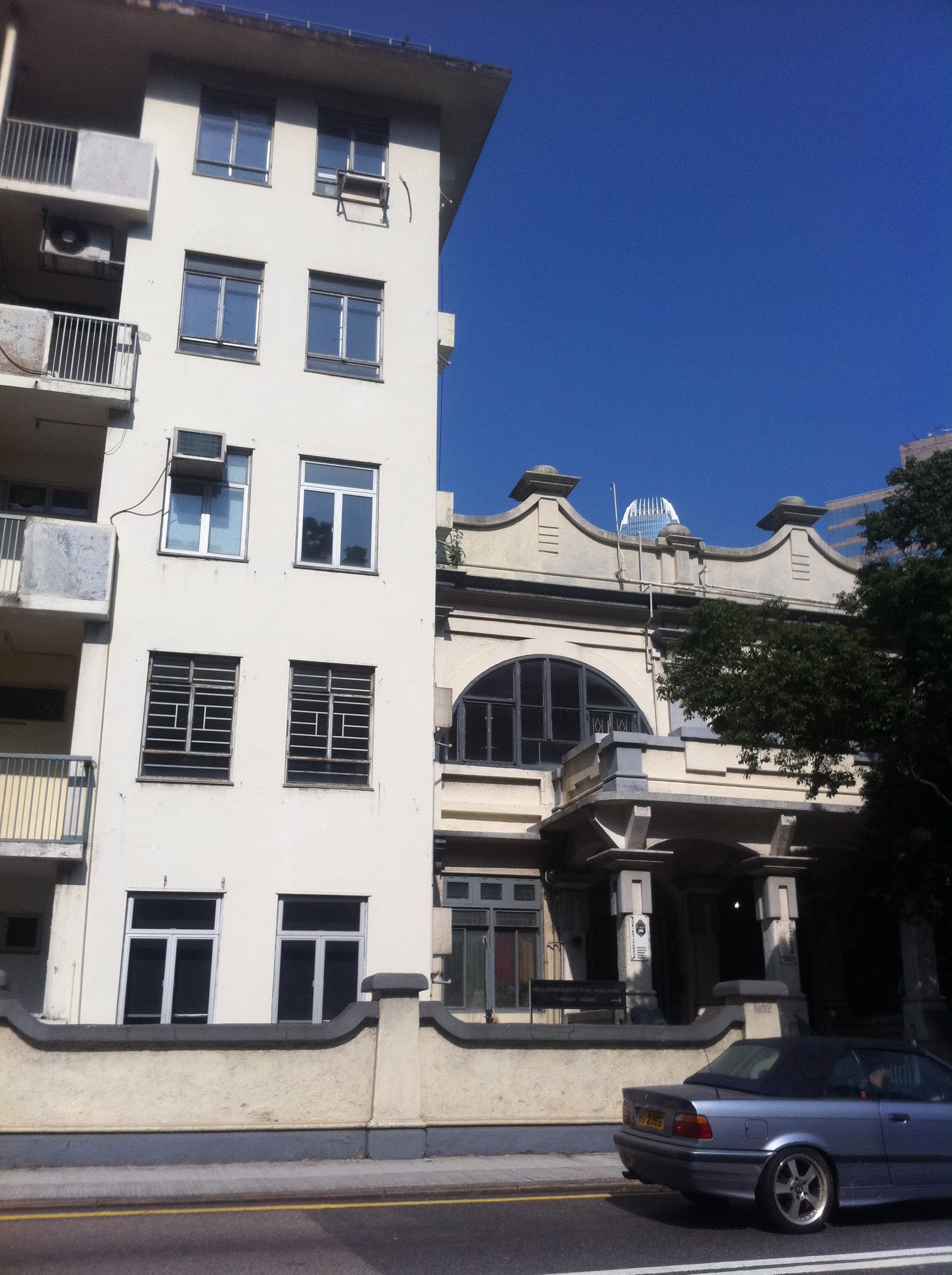
教堂禮賓樓

教堂禮賓樓（英文：Church Guest House），又名馬田樓或馬丁樓（英文：Martin House），是香港一座歷史建築，位於香港島中環上亞厘畢道1號，屬香港聖公會會督府建築群的一部份，現時用作港中醫院護士宿舍。該建築現被列為香港一級歷史建築。
建於1919年
教堂禮賓樓樓高三層，初時用作聖保羅書院宿舍，1940年代後曾為多位傳教士的居所，如作家韓素音。香港日治時期，有傳日軍於教堂禮賓樓地底興建秘密隧道，但戰後一直未有發現。港中醫院成立後，該建築改為護士宿舍。